# Sarah Chatto
Sarah Chatto z domu Armstrong-Jones (Sarah Frances Elizabeth Armstrong-Jones, ur. 1 maja 1964 w Pałacu Kensington w Londynie) – potomkini brytyjskiej rodziny królewskiej, córka Antony’ego Armstronga-Jonesa, 1. hrabiego Snowdon i księżniczki Małgorzaty, hrabiny Snowdon; wnuczka Jerzego VI, króla Zjednoczonego Królestwa; znajduje się w linii sukcesji brytyjskiego tronu; malarka.
Sarah urodziła się w Londynie jako drugie dziecko Antony’ego, 1. hrabiego Snowdon i Małgorzaty, hrabiny Snowdon.
W 1991 ukończyła Royal Academy Schools w Londynie na kierunku sztuka.
W 1994 poślubiła Daniela Chatto, z którym ma dwoje dzieci: Samuela (ur. 1996) i Arthura (ur. 1999).
Od urodzenia nosi tytuł lady jako córka hrabiego Snowdon. Nie jest formalnie członkinią brytyjskiej rodziny królewskiej i wobec tego nie ma obowiązku reprezentowania monarchy w oficjalnych wystąpieniach.
Jest wiceprezydentem The Royal Ballet od 2004. Jest zawodową malarką i współpracuje z The Redfern Gallery w Londynie.
Poprzez swojego przodka, Jana Wilhelma Friso, księcia Oranii, spokrewniona jest ze wszystkimi rodzinami królewskimi i książęcymi panującymi w Europie.
Mieszka w Kensington w Londynie.

## Życiorys
Ukończyła Bedales School, Camberwell College of Arts i Middlesex University i zdobyła wykształcenie malarskie. Od 2004, na wzór matki, członkini i wiceprezes The Royal Ballet, która była patronką tej instytucji.
Lady Sarah miała bardzo bliskie relacje z królową Elżbietą II, z którą bardzo często uczestniczyła w prywatnych wyjazdach.

## Życie prywatne
Lady Sarah poznała Daniela Chatto St George Sproule (ur. 22 kwietnia 1957 w Richmond) na planie filmowym w 1983 w Indiach, w którym pracował jako aktor (grał jednego z kuzynów Sarah), a ona zajmowała stanowisko asystentki szafiarki. Chatto jest synem Thomasa Chatto, aktora i jego żony, Rosalind z domu Thompson, agentki teatralnej. Ich znajomość przerodziła się w związek w 1986.
Para zawarła związek małżeński w kościele anglikańskim 14 lipca 1994 w prywatnej ceremonii w St. Stephen’s Walbrook w Londynie. Funkcję druhen pełniły: lady Frances Armstrong-Jones (przyrodnia siostra panny młodej), Zara Phillips (cioteczna siostrzenica panny młodej) i Tara Noble Singh (przyjaciółka panny młodej). Sarah wystąpiła w sukni projektu Jaspera Conrana. Chatto, w obawie przed spóźnieniem, zjawił się w świątyni na dziewięćdziesiąt minut przed rozpoczęciem uroczystości. Po ceremonii miało miejsce przyjęcie w Clarence House.
Małżonkowie spędzili miesiąc miodowy w Indiach.
28 lipca 1996 w Portland Hospital w Londynie przyszło na świat ich pierwsze dziecko. Chłopiec otrzymał imiona Samuel David Benedict. Ukończył studia na Uniwersytecie Edynburskim na kierunku historia sztuki.
5 lutego 1999 w Portland Hospital w Londynie urodził się drugi syn pary, który otrzymał imiona Arthur Robert Nathaniel.

## Tytuły
- Lady Sarah Armstrong-Jones (1964–1994)
- Lady Sarah Chatto (od 1994)